# Iglesia – Convento de San Francisco

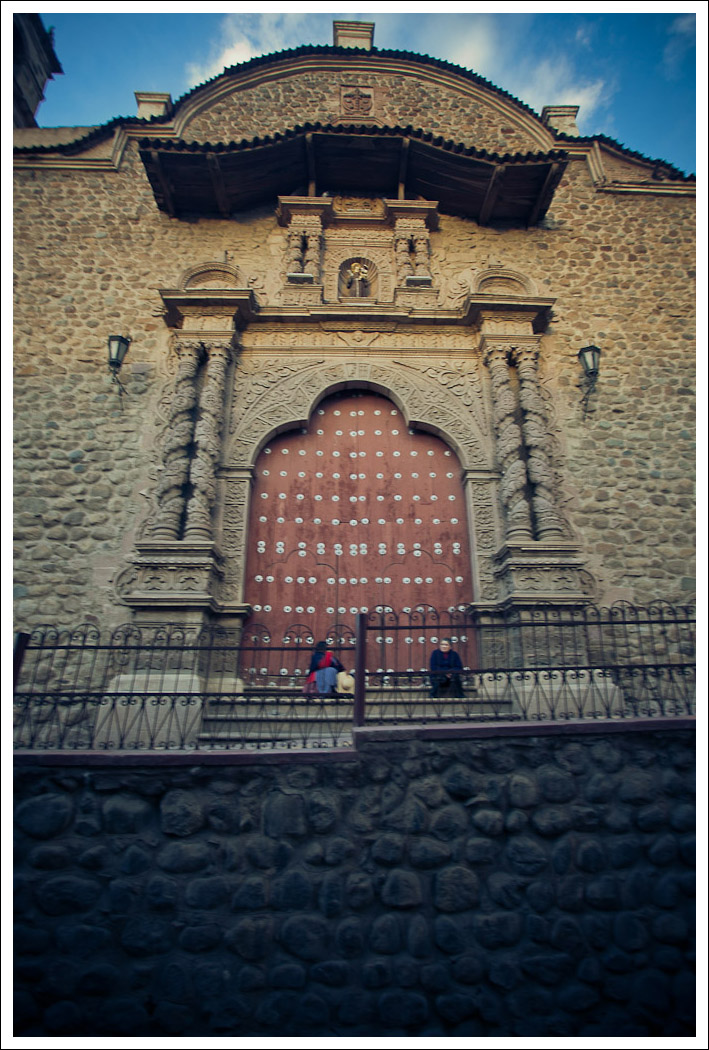
Portada del Convento de San Francisco (Potosí, Bolivia).

El convento de San Francisco, ubicado de la ciudad de Potosí, es un edificio de valor monumental del patrimonio cultural 
boliviano. Su construcción fue realizada a solicitud del Gral. Pedro de Hinojosa y el Fray Gaspar de Villarroel. El convento franciscano se fundó en el año 1547 y perteneció a la Orden de San Francisco de Asís, siendo la primera orden en establecerse en la ciudad. La iglesia como casi todas las primeras de la época, era modesta y con el tiempo resultó pequeña por lo que en el siglo XVII se realizaron ampliaciones a la edificación.

## Construcción
El claustro, de estilo renacentista, originalmente era de un solo piso y de forma cuadrangular, tallado en piedra con siete arcos de medio punto por lado, que descansan sobre columnas dóricas que corresponde al siglo XVI, considerado el más antiguo de Bolivia. En 1707 se hizo la demolición de la antigua iglesia para construir la nueva infraestructura, que fue concluida en 1726 e inaugurada el 13 de octubre del mismo año. La construcción constituida por tres naves, cubierta por una bóveda de cañón cúpulas. tiene una torre de dos cuerpos, una portada y un retablo interior para la cruz.

## Infraestructura
La iglesia es de tipo basilical de tres naves con pilares cruciformes, nave central cubierta con bóveda de cañón corrido y las laterales con cúpula; el crucero está cubierto por tres cúpulas de medio punto; los muros de cal y canto.